# Elateropsis fellerae
Elateropsis fellerae är en skalbaggsart som först beskrevs av Chemsak 1983.  Elateropsis fellerae ingår i släktet Elateropsis och familjen långhorningar.
Artens utbredningsområde är Belize. Inga underarter finns listade i Catalogue of Life.